# Erika Ponzio
Erika Ponzio (Torino, 10 aprile 1993) è una calciatrice italiana, attaccante del Torino.

## Ruolo
Attaccante che ama svariare su tutto il fronte d'attacco, dotato di buona tecnica di base. All'occorrenza può giocare anche come trequartista.

## Carriera
Cresciuta nelle giovanili del Torino, viene aggregata alla prima squadra del Torino dalla stagione 2009-2010, e dalla stagione 2012-2013 entra a far parte stabilmente della rosa granata che disputa il campionato di massima serie nazionale, esordendo contro il Firenze. Segna la sua prima rete in carriera contro il Brescia.
Con il Torino ha vinto due campionati Primavera, il primo nella stagione 2010-2011 in finale contro il Brescia; il secondo nella stagione 2011-2012 contro il Firenze segnando in finale su calcio di rigore.
Dopo 9 anni in maglia granata, con 145 presenze e 84 gol, nell'estate 2018 passa alla Juventus Torino, in Serie C.

## Palmarès giovanili
- Campionato Primavera (calcio femminile): 2

Torino: 2010-2011, 2011-2012